# Ba’Ponga
Ba'Ponga, de son vrai nom Franck Stéphane Dibault, né le 3 septembre 1976 à Libreville, est un artiste rappeur et producteur gabonais. Il est considéré comme l'un des pionniers du mouvement hip-hop gabonais, notamment avec son groupe Raaboon.

## Biographie
Ba'Ponga nait en 1976 à Libreville, au Gabon. Il fait ses débuts sur la scène underground où il écume les podiums pendant près de dix ans. C'est en 1999 qu’il devient nationalement reconnu en étant le leadeur vocal du groupe Raaboon, l’un des plus grands groupe de hip-hop gabonais, duquel il ne fait plus partie en date de 2022. Il est considéré comme l'un des pionniers du mouvement hip-hop gabonais,.
En 2002, Ba'Ponga lance sa carrière solo en tant qu’artiste et producteur et sort sa première compilation, sur laquelle on note la première apparition et la découverte musicale du rappeur Koba. En 2003, il rencontre le producteur Eric Amar Benquet qui le signe sous le label de rap Eben. L'année suivante, il remporte le prix de la découverte de l’année aux Kora Awards. Son premier album studio, L’Animal, sort en 2004,.
En 2011, c’est le maxi single Go Easy qui relance le rappeur en indépendant et à la tête de son propre label Negratitude. En 2013, il sort son troisième album, Or’phelin d’art mur. De décembre 2017 à mars 2019, il sort une série de singles : T’emmener loin d’ici, I Yulu, Sur toi j’ai parié et Le Gaboma. 
En 2022, il sort son quatrième album intitulé Terre nouvelle.

## Discographie
- 2004 : L’Animal
- 2007 : Karnivor
- 2013 : Or’phelin d’art mur
- 2022 : Terre nouvelle

## Distinctions
- Découverte de l’année aux Kora Awards (2004)[5],[8]
- MTV Africa Award (2010)[11]